# Johann Bernhard Staudt
Johann Bernhard Staudt (Viena, 23 de outubro de 1654 — Viena, 6 de novembro de 1712) foi um compositor jesuíta austríaco.

## Vida
Filho de um músico nascido em Wiener Neustadt. Desde 1684 mestre de coro ("regens chori") na Professhaus dos Jesuítas em Viena. Entre 1684 e 1707, ele compôs pelo menos 42 dramas jesuítas Sua ópera de câmara Patientis Christi Memoria ("Memória do Sofrimento de Cristo") foi composta em 1685. Ele permaneceu sem execução por mais de três séculos quando foi revivido pelo Boston College em 2003, após ser descoberto na Biblioteca Nacional da Áustria.  Em 1698, ele compôs a música para o drama jesuíta Mulier fortis que se refere à vida da nobre japonesa Hosokawa Gracia (1563 – 1600) que foi batizada por missionários portugueses e foi forçada pelo marido a cometer suicídio.